# Continental Basketball Association 1988-1989
La stagione CBA 1988-89 fu la 43ª della Continental Basketball Association. Parteciparono 12 squadre divise in due gironi.
Rispetto alla stagione precedente i Cedar Rapids Silver Bullets ripresero l'attività. I Savannah Spirit e i Mississippi Jets si trasferirono rispettivamente a Tulsa e a Wichita Falls, cambiando nome in Tulsa Fast Breakers e Wichita Falls Texans. I Wyoming Wildcatters scomparvero.

## Squadre partecipanti
- Albany Patroons
- C.R. Silver Bullets
- Charleston Gunners
- La Crosse Catbirds
- Pensacola Torn.s
- Quad City Thunder
- Rapid City Thrillers
- Rochester Flyers
- Rockford Lightning
- Topeka Sizzlers
- Tulsa Fast Breakers
- Wichita F. Texans

## Classifiche

### Eastern Division
| Squadra              | V  | P  | QW    | PTS   |
| -------------------- | -- | -- | ----- | ----- |
| Albany Patroons      | 36 | 18 | 125,5 | 233,5 |
| Tulsa Fast Breakers  | 28 | 26 | 114,0 | 198,0 |
| Pensacola Tornados   | 30 | 24 | 104,5 | 194,5 |
| Wichita Falls Texans | 23 | 31 | 104,5 | 173,5 |
| Charleston Gunners   | 20 | 34 | 97,5  | 157,5 |
| Topeka Sizzlers      | 14 | 40 | 83,0  | 125,0 |

### Western Division
| Squadra                     | V  | P  | QW    | PTS   |
| --------------------------- | -- | -- | ----- | ----- |
| Rapid City Thrillers        | 38 | 16 | 131,5 | 245,5 |
| Quad City Thunder           | 36 | 18 | 122,5 | 230,5 |
| Rockford Lightning          | 34 | 20 | 121,5 | 223,5 |
| Cedar Rapids Silver Bullets | 30 | 24 | 100,5 | 190,5 |
| La Crosse Catbirds          | 19 | 35 | 103,0 | 160,0 |
| Rochester Flyers            | 16 | 38 | 88,0  | 136,0 |

## Play-off

### Semifinali di conference
| 17 marzo | Albany Patroons | 113 – 111 | Wichita Falls Texans |  |

| 18 marzo | Albany Patroons | 98 – 106 | Wichita Falls Texans |  |

| 21 marzo | Wichita Falls Texans | 97 – 106 | Albany Patroons |  |

| 23 marzo | Wichita Falls Texans | 106 – 97 | Albany Patroons |  |

| 24 marzo | Wichita Falls Texans | 101 – 100 | Albany Patroons |  |

| 26 marzo | Albany Patroons | 100 – 107 | Wichita Falls Texans |  |

| 14 marzo | Tulsa Fast Breakers | 113 – 103 | Pensacola Tornados |  |

| 15 marzo | Tulsa Fast Breakers | 114 – 99 | Pensacola Tornados |  |

| 21 marzo | Pensacola Tornados | 113 – 135 | Tulsa Fast Breakers |  |

| 22 marzo | Pensacola Tornados | 114 – 113 | Tulsa Fast Breakers |  |

| 24 marzo | Pensacola Tornados | 103 – 112 | Tulsa Fast Breakers |  |

| 19 marzo | Rapid City Thrillers | 96 – 81 | Cedar Rapids Silver Bullets |  |

| 21 marzo | Rapid City Thrillers | 95 – 89 | Cedar Rapids Silver Bullets |  |

| 23 marzo | Cedar Rapids Silver Bullets | 101 – 98 | Rapid City Thrillers |  |

| 24 marzo | Cedar Rapids Silver Bullets | 84 – 104 | Rapid City Thrillers |  |

| 26 marzo | Cedar Rapids Silver Bullets | 109 – 118 | Rapid City Thrillers |  |

| 16 marzo | Quad City Thunder | 118 – 117 | Rockford Lightning |  |

| 18 marzo | Quad City Thunder | 105 – 101 | Rockford Lightning |  |

| 21 marzo | Rockford Lightning | 120 – 111 | Quad City Thunder |  |

| 23 marzo | Rockford Lightning | 101 – 90 | Quad City Thunder |  |

| 25 marzo | Rockford Lightning | 109 – 95 | Quad City Thunder |  |

| 26 marzo | Quad City Thunder | 111 – 120 | Rockford Lightning |  |

### Finali di conference
| 30 marzo | Tulsa Fast Breakers | 125 – 116 | Wichita Falls Texans |  |

| 1º aprile | Tulsa Fast Breakers | 126 – 110 | Wichita Falls Texans |  |

| 4 aprile | Wichita Falls Texans | 100 – 140 | Tulsa Fast Breakers |  |

| 6 aprile | Wichita Falls Texans | 104 – 114 | Tulsa Fast Breakers |  |

| 3 aprile | Rapid City Thrillers | 117 – 116 | Rockford Lightning |  |

| 4 aprile | Rapid City Thrillers | 93 – 100 | Rockford Lightning |  |

| 6 aprile | Rockford Lightning | 116 – 109 | Rapid City Thrillers |  |

| 7 aprile | Rockford Lightning | 115 – 118 | Rapid City Thrillers |  |

| 8 aprile | Rockford Lightning | 106 – 92 | Rapid City Thrillers |  |

| 10 aprile | Rapid City Thrillers | 93 – 105 | Rockford Lightning |  |

### Finale CBA
| 13 aprile | Rockford Lightning | 103 – 109 | Tulsa Fast Breakers |  |

| 14 aprile | Rockford Lightning | 104 – 117 | Tulsa Fast Breakers |  |

| 19 aprile | Tulsa Fast Breakers | 124 – 107 | Rockford Lightning |  |

| 21 aprile | Tulsa Fast Breakers | 114 – 111 | Rockford Lightning |  |

### Tabellone
|  | Semifinali di conference | Semifinali di conference | Semifinali di conference |            |       | Finali di conference | Finali di conference | Finali di conference |  |  | Finale CBA | Finale CBA | Finale CBA |  |
|  |                          |                          |                          |            |       |                      |                      |                      |  |  |            |            |            |  |
|  | 1e                       | Albany                   | 2                        |            |       |                      |                      |                      |  |  |            |            |            |  |
|  | 1e                       | Albany                   | 2                        |            |       |                      |                      |                      |  |  |            |            |            |  |
|  | 4e                       | Wichita Falls            | 4                        |            |       |                      |                      |                      |  |  |            |            |            |  |
|  | 4e                       | Wichita Falls            | 4                        |            | 4e    | Wichita Falls        | 0                    |                      |  |  |            |            |            |  |
|  |                          |                          |                          |            | 4e    | Wichita Falls        | 0                    |                      |  |  |            |            |            |  |
|  |                          |                          | 2e                       | Tulsa      | 4     |                      |                      |                      |  |  |            |            |            |  |
|  | 3e                       | Pensacola                | 2e                       | Tulsa      | 4     | 1                    |                      |                      |  |  |            |            |            |  |
|  | 3e                       | Pensacola                |                          |            |       |                      |                      |                      |  |  |            |            |            |  |
|  | 2e                       | Tulsa                    | 4                        |            |       |                      |                      |                      |  |  |            |            |            |  |
|  | 2e                       | Tulsa                    | 4                        |            | Tulsa | Tulsa                | 4                    |                      |  |  |            |            |            |  |
|  |                          |                          |                          |            |       |                      |                      |                      |  |  |            |            |            |  |
|  |                          |                          | Rockford                 | Rockford   | 0     |                      |                      |                      |  |  |            |            |            |  |
|  | 2w                       | Quad City                | Rockford                 | Rockford   | 0     | 2                    |                      |                      |  |  |            |            |            |  |
|  | 2w                       | Quad City                |                          |            |       |                      |                      |                      |  |  |            |            |            |  |
|  | 3w                       | Rockford                 | 4                        |            |       |                      |                      |                      |  |  |            |            |            |  |
|  | 3w                       | Rockford                 | 4                        |            | 3w    | Rockford             | 4                    |                      |  |  |            |            |            |  |
|  |                          |                          |                          |            | 3w    | Rockford             | 4                    |                      |  |  |            |            |            |  |
|  |                          |                          | 1w                       | Rapid City | 2     |                      |                      |                      |  |  |            |            |            |  |
|  | 4w                       | Cedar Rapids             | 1w                       | Rapid City | 2     | 1                    |                      |                      |  |  |            |            |            |  |
|  | 4w                       | Cedar Rapids             |                          |            |       |                      |                      |                      |  |  |            |            |            |  |
|  | 1w                       | Rapid City               | 4                        |            |       |                      |                      |                      |  |  |            |            |            |  |

## Vincitore
| Campione CBA 1989               |
| ------------------------------- |
| Tulsa Fast Breakers (1º titolo) |

## Statistiche
| Categoria             | Giocatore        | Squadra                     | Stat |
| --------------------- | ---------------- | --------------------------- | ---- |
| Punti per gara        | Brook Steppe     | Pensacola Tornados          | 25,7 |
| Rimbalzi per gara     | Jerome Henderson | Topeka Sizzlers             | 12,5 |
| Assist per gara       | Mark Wade        | Pensacola Tornados          | 11,6 |
| Palle rubate per gara | Derrick Taylor   | Wichita Falls Texans        | 3,5  |
| Stoppate per gara     | John Campbell    | La Crosse Catbirds          | 3,0  |
| FG%                   | Jarvis Basnight  | Rapid City Thrillers        | 62,9 |
| FT%                   | A.J. Wynder      | Cedar Rapids Silver Bullets | 87,4 |

## Premi CBA
- CBA Most Valuable Player: Anthony Bowie, Quad City Thunder
- CBA Coach of the Year: Flip Saunders, Rapid City Thrillers
- CBA Newcomer of the Year: Randy Allen, Cedar Rapids Silver Bullets
- CBA Rookie of the Year: Daren Queenan, Charleston Gunners
- CBA Executive of the Year: Anne Potter DeLong, Quad City Thunder
- CBA Playoff MVP: Dexter Shouse, Tulsa Fast Breakers
- All-CBA First Team
  - Clinton Wheeler, Rapid City Thrillers
  - Brook Steppe, Pensacola Tornados
  - Jim Lampley, Rockford Lightning
  - Anthony Bowie, Quad City Thunder
  - Pace Mannion, Rockford Lightning
- All-CBA Second Team
  - Ennis Whatley, Wichita Falls Texans
  - Kelvin Upshaw, Albany Patroons
  - John Stroeder, Albany Patroons
  - Andrew Kennedy, Rapid City Thrillers
  - Peter Thibeaux, Tulsa Fast Breakers
- CBA All-Defensive First Team
  - Clinton Wheeler, Rapid City Thrillers
  - Derrick Taylor, Wichita Falls Texans
  - Barry Sumpter, Quad City Thunder
  - Ron Spivey, Tulsa Fast Breakers
  - Derrick Lewis, Rockford Lightning
- CBA All-Rookie First Team
  - Daren Queenan, Charleston Gunners
  - Michael Anderson, Charleston Gunners
  - Barry Sumpter, Quad City Thunder
  - Bill Jones, Quad City Thunder
  - Todd Mitchell, Rapid City Thrillers